# Chironomus tropicalis
Chironomus tropicalis är en tvåvingeart som först beskrevs av Jean-Jacques Kieffer 1913.  Chironomus tropicalis ingår i släktet Chironomus och familjen fjädermyggor.
Artens utbredningsområde är Kenya. Inga underarter finns listade i Catalogue of Life.